# Cola de vaca (regate)
La cola de vaca es un regate usado en el fútbol, es decir, una gambeta en la terminología sudamericana, en la que el jugador está de espaldas al defensa, mantiene controlado el balón con el interior del pie y posteriormente se gira 180° grados manteniendo la pelota pegada al pie para posteriormente darle fuerza y velocidad. El futbolista que popularizó esta técnica fue el brasileño Romario, un ejemplo fue la que le realizó al español Rafael Alkorta, aunque años antes el también brasileño Pelé había  realizado esta jugada en el primer gol de la final de la Copa Libertadores 1962 que Santos FC se impuso al CA Peñarol.
Por otro lado, en las canchas argentinas y uruguayas hace décadas que se conoce este tipo de jugada con el nombre de «calesita» (carrusel o tiovivo). Se supone que el nombre "cola de vaca" proviene de que las vacas giran su cola 180° para espantar las moscas. En el fútbol, la cola de vaca o calesita se usa para quitarse de encima a los defensores contrarios, o para ganar tiempo mientras algún compañero se muestra para recibir el balón.